# إس. نيل فوجيتا
إس. نيل فوجيتا (بالإنجليزية: S. Neil Fujita)‏ هو مصمم جرافيك ورسام أمريكي، ولد في 16 مايو 1921 في Waimea, Hawaii County, Hawaii ‏ في الولايات المتحدة، وتوفي في 23 أكتوبر 2010 في لونغ آيلند في الولايات المتحدة بسبب سكتة.

## وصلات خارجية
- إس. نيل فوجيتا على موقع ميوزك برينز (الإنجليزية)